# Seseli petraeum
Seseli petraeum är en flockblommig växtart som beskrevs av Friedrich August Marschall von Bieberstein. Seseli petraeum ingår i släktet säfferötter, och familjen flockblommiga växter. Inga underarter finns listade i Catalogue of Life.